# 尼古拉·特斯拉博物館
尼古拉·特斯拉博物館是位於塞爾維亞首都貝爾格勒的一座博物館，用來紀念並展示發明家、電機工程師尼古拉·特斯拉的一生事蹟。

## 馆藏
博物館收藏有眾多珍貴文件、書籍、照片、實物等歷史展品。2003年，由於特斯拉對世界的電氣化和未來的技術進步做出重要貢獻，這座博物館被列入世界記憶遺產。

## 外部連結
- Nikola Tesla Museum - Official Website
- Nikola Tesla Museum Historical Document Archive（页面存档备份，存于）
- Nikola Tesla Museum - Official MySpace profile（页面存档备份，存于）
- Contact details with map and bus stops nearby

44°48′18″N 20°28′15″E / 44.8051°N 20.4707°E